# Астахов, Никита Сергеевич
Никита Сергеевич Астахов (род. 1 мая 1943) — российский советский актёр, художественный руководитель театра «Глас», заслуженный деятель искусств Российской Федерации (1997).

## Биография
Родился 1 мая 1943 года. Окончил Высшее театральное училище имени М. С. Щепкина. С 1967 по 1970 год служил в Московском театре имени Маяковского, исполняя в репертуаре небольшие роли. Лучшие его работы в этот период — Лапченко («Иркутская история» А. Арбузова), Кузуб («Два товарища» В. Войновича).
В 1970 году перешёл в Литературный театр ВТО, затем в Москонцерт. Во время работы в Литературном театре сформировалась основная линия его творчества — возрождение русской духовности. Совместно с актрисой Татьяной Белевич создавал литературно-концертные программы духовного содержания, завоевал огромную популярность среди зрителей проникновенностью и искренностью исполнения («Праздник души» по рассказам В. М. Шукшина).
В 1989 году создал русский духовный театр «Глас».
В марте 2022 года подписал обращение в поддержку военного вторжения России на Украину (2022).

## Фильмография
- 1968 — Весна на Одере — экспонат
- 1971 — Антрацит — шахтёр
- 1971 — Тени исчезают в полдень — лётчик, 3 серия
- 1972 — Командир счастливой «Щуки» — матрос
- 1972 — Печки-лавочки — односельчанин Расторгуевых
- 1973 — Вечный зов — Макар Кафтанов
- 1974 — Хождение по мукам — эпизод, 4-я серия
- 1979 — Та сторона, где ветер (фильм) — отец Генки Звягина
- 1988 — Бомж
- 1988 — Слуга
- 1990 — Последняя осень
- 2008 — Спасите наши души (Россия, Украина) — Приходской священник, заключённый в лагере
- 2022 — Начальник разведки — Вернер фон дер Шуленбург

## Награды
- Орден «За заслуги в культуре и искусстве» (3 марта 2025 года) — за заслуги в области культуры и искусства, многолетнюю плодотворную деятельность[2].
- Орден Почёта (7 февраля 2004 года) — за многолетнюю плодотворную деятельность в области культуры и искусства[3].
- Орден Дружбы (16 апреля 2019 года) — за большой вклад в развитие отечественной культуры и искусства, многолетнюю плодотворную деятельность[4].
- Заслуженный деятель искусств Российской Федерации (19 ноября 1997 года) — за заслуги в области искусства[5].
- Орден Святого благоверного князя Даниила Московского III степени.
- Орден Святителя Макария, митрополита Московского III степени.